# Pierre Louis Alphée Cazenave
Pour les articles homonymes, voir Cazenave.
Pierre Louis Alphée Cazenave, né le 5 mai 1802 à Paris et mort le 9 avril 1877 à Garches, est un dermatologue français qui pratiquait la médecine à l'hôpital Saint-Louis.

## Biographie
Élève puis ami du médecin suisse Laurent-Théodore Biett, qui a introduit en France pour l’analyse des troubles de la peau l’approche analytique anatomique développée par les deux médecins anglais, Robert Willan (en) et Thomas Bateman (en), Cazenave est nommé interne des hôpitaux de Paris en 1823. Devenu professeur agrégé à la faculté de médecine en 1835, il avait publié, en 1828, avec Henri Édouard Schedel un ouvrage basé sur les exposés et les observations de Biett intitulé Abrégé pratique des maladies de la peau, compilation qui devait devenir un texte très influent en ce qui concerne la dermatologie au milieu du XIXe siècle.
Cazenave a été rédacteur en chef du journal scientifique consacré à la dermatologie Annales des maladies de la peau et de la syphilis de 1844 jusqu’à 1852,. On lui attribue l’invention du terme « lupus érythémateux », tiré des descriptions symptomatiques de la maladie son maitre Biett. Il a décrit en 1844 le pemphigus foliacé comme un type spécial de pemphigus.
La « Parfumerie de santé du Dr Cazenave » fut rachetée par la Parfumerie Victoria - Rigaud à la mort de son fondateur.

## Publications partielles
- Abrégé pratique des maladies de la peau d'après les auteurs les plus estimés, et surtout d'après les documents puisés dans les Leçons cliniques de M. Biett, avec Henry Edward Schedel, 1828, 1833, 1838, 1847 Lire sur Google Books
- Traité des syphilides ou maladies vénériennes de la peau, précédé de considérations sur la syphilis etc, 1843 (Numérisé par Google books);
- De la Blennorrhagie syphilitique, 1843 ;
- Leçons sur les maladies de la peau professées à l’École de médecine de Paris en 1841-44, 1845 ;
- Leçons sur les maladies de la peau, 1856.